# 火山太田
火山太田（日语：／ Volcano Ōda，1971年1月2日—），日本男性配音演员，本名太田健介。

## 經歷
兒時志願是聲優，因此在高中時經試鏡活動受到聲優事務所培訓，但因為學業而開始疏遠活動。
1994年，太田自國際基督教大學教養學部社會科學科畢業後，成為萬代職員，並參與男性兒童玩具開發企劃。
隨著在開發《鬼太郎》的玩具時受製作人應徵，參演《喀喀喀的鬼太郎 妖怪午夜棒球》中的妖怪角色「畑怨霊」，以後在萬代工作時也為萬代的作品配音。自《數碼獸最前線》飾演火山獸開始以「火山太田」名義從事配音活動。
太田在44歲時因為想成為聲優而從萬代辭職，經聲優養成所一年訓練後，於2016年參演《動物戰隊獸王者》而轉正，並於2017年隸屬青二製作Junior所屬。

## 演出作品

### 電視動畫
2002年
- 數碼獸最前線（火山獸）

2017年
- ONE PIECE（2017年 - 2022年、毛皮族、船員、黑服王、旗本、佐佐木[8]）
- 七龍珠超（ミノタウロス、タッパー、ザーロイン）
- 數碼寶貝-APP獸（コメンテーター）
- 名偵探柯南（巡査、下川刑事）
- 帶著智慧型手機闖蕩異世界。（兵士）
- Princess Principal（部下）
- KiraKira☆光之美少女 A La Mode（男性客）
- 櫻桃小丸子（老人）

2018年
- 伊藤潤二驚選集（夕子の父、奇妙な医師、父、大叔父、曾祖父 他）
- 東京喰種:re（柴遼次郎、浅田二郎）
- DEVILSLINE 惡魔戰線（店主、機動隊員）
- 麵包超人（小熊的父親）
- 錢進球場（重役）
- 鬼太郎（第6作）（2018年 - 2020年、商店の主人、団三郎、シンジケート、作業員、エギク 他）
- 驚爆危機！Invisible Victory（クラマの部下C）
- Angolmois 元寇合戰記（貝谷権太郎[9]）
- 我的英雄學院（毛原長昌[10]）
- 千緒的通學路（大叔）
- 小邪神飛踢（男）
- 進擊的巨人（隊員）
- 魯邦三世 PART5（交渉団A）
- 傀儡馬戲團（2018年 - 2019年、尾崎、獨角獸、男生們）
- 爆釣バーハンター（2018年 - 2019年、黄金武魚キンギョダム、研究員、ディノボルケーノREX）
- 哥布林殺手（支部長）

2019年
- 笑容的代價（辺境伯）
- 爆丸 決戰星球（2019年 - 2020年、ジェンキンズ）
- Dr.STONE 新石紀（全世界的人們）
- COP CRAFT（ケニー[11]）
- 普通攻擊是全體二連擊，這樣的媽媽你喜歡嗎？（店主、怪魚）
- 彼方的阿斯特拉（記者B）
- 龍族拼圖（2019年 - 2021年、男、番頭）
- 閃電十一人 獵戶座的刻印（キンベン・ジョルダーニ）
- GRANBLUE FANTASY The Animation Season 2（農夫A）
- 警視廳 特務部 特殊凶惡犯對策室 第七課 -特7-（支店長）
- Fairy gone（老妖精技師）
- エッグカー（2019年 - 2020年、バッハ）
- 毛球剛次郎（ウホ山ゴリ男）

2020年
- LISTENERS 聆聽者（取り巻き）
- 數碼寶貝大冒險：（所長、艦長、腕龍獸、安杜路獸、尼德霍格獸、朽木獸）
- 天晴爛漫！（ホトト父、ダイナー店主、鉄道会社幹部）
- アサティール 未来の昔ばなし（町人、商人）
- 啄木鳥偵探所（松吉）
- GREAT PRETENDER（刑事、弁護士、刑務官、トト・ビアリ、男 他）
- 富豪刑事 Balance:UNLIMITED（上層部）
- 罪紋傳奇 -他背負著罪孽啟程-
- 光之戰記 -ZUERST-（ハノイ）
- 我立於百萬生命之上（カミルトー）
- のりものまん（ダンク、ポンプのパパ、コンテ船長）

2021年
- SK8 the Infinity（オリバー）
- NOMAD MEGALOBOX 機甲拳擊2（手下A、店主、擂台實況、裁判、客A、中年男A、ハキーム）
- 宇宙奇妙生物小鐵君（動物總理大臣、學生）
- 真白之音（大叔、黑服A、梅丸CM、梶的老師）
- 數碼寶貝大冒險：（高力獸、火山獸、千年獸、灰熊獸、死亡獸）
- 席斯坦 -The Roman Fighter-（ボス）
- 哆啦A夢 (水田山葵版)（狗、主人）
- 暗黑企業的迷宮（社畜1、老人ドワーフ、役員1、ケルベロス、モグラ1、先輩社畜1、ゾンビ1、親方、ガーディアン1）
- 入間同學入魔了！（休德林）
- 平穩世代的韋馱天們（牛頭怪）
- 關於我轉生變成史萊姆這檔事 第2期（卡札利姆）
- 86－不存在的戰區－（西方方面軍司令官、教官）
- 特斯拉筆記（艦上層部、金庫番）
- 境界戰機（サイモン・テイト）
- 因為不是真正的夥伴而被逐出勇者隊伍，流落到邊境展開慢活人生（百耶爾）
- 白金終局（幕松龍二[12]）

2022年
- 平家物語（明雲）
- 秘密內幕～女警的反擊～（野次馬）
- 史上最強大魔王轉生為村民A（宰相）
- 數碼寶貝幽靈遊戲（麋鹿獸、紅朧魂獸）
- 王者天下4（紫太）
- 5億年按鈕【官方】～菅原壯太的超短篇～（龍）
- 泡泡糖忍戰（惡魔螞蟻）

2023年
- 眾神眷顧的男人2（投訴者）
- 數碼寶貝幽靈遊戲（戈格馬獸、腕龍獸、店主）
- 間諜教室（大衛）
- 勇者死了！（店長）
- 地獄樂（山田淺右衛門源嗣[13]）
- 天國大魔境（岩田的夥伴）
- 想當冒險者前往都市的女兒成為S級（霍夫曼）
- 勇者赫魯庫（元老院）
- 撿走被人悔婚的千金，教會她壞壞的幸福生活（成年芬里爾）
- 靠著魔法藥水在異世界活下去！（米涅斯將軍）

2024年
- 肌肉魔法使-MASHLE- 神覺者候補選拔試驗篇（有名魔法杖店店主）
- 蠟筆小新（泰倫鐵諾伯爵、廣播）
- 治癒魔法的錯誤使用法～奔赴戰場的回復要員～（克里斯）
- HIGH CARD 至高之牌 第2期（尤安·佛蘭德）
- 愚蠢天使與惡魔共舞（鄰居、老師）
- 從Lv2開始開外掛的前勇者候補過著悠哉異世界生活（魔族2）
- 格鬥實況（羅根·格雷西）
- 烏は主を選ばない（旅商人）
- 亦葉亦花（MIKE）
- 魔王軍最強的魔術師是人類（加莫斯）
- 我的英雄學院 第7期（毛原長昌）
- 魔王陛下RETRY！R（邪神像）
- 噗妮露是可愛史萊姆（學會專家）
- 妻子變成小學生。（蓮司的父親）
- 七龍珠大魔（魔人）
- 逃走中 THE GREAT MISSION（巴特拉）
- 鴨乃橋論的禁忌推理 2nd Season（雷尼·加德納[14]）

2025年
- 最弱技能《果實大師》 ～關於能無限食用技能果實（吃了就會死）這件事～（甲冑型亡靈）
- 一兆＄遊戲（外國人男性）
- LAZARUS 拉撒路（警官A）
- 正義使者 -我的英雄學院之非法英雄-（春久）

### 動畫電影
- 喀喀喀的鬼太郎 妖怪午夜棒球（1997年、畑怨霊）※本名名義
- 數碼獸大冒險02 前篇 暴龍旋風登陸 危機再現!／後篇 超絕進化!!黃金裝甲最強之力!（2000年、ドライバー）※本名名義
- 名偵探柯南：紺青之拳（2019年、警官）
- 甲鐵城的卡巴內里～海門決戰～（2019年、虎落、海門衆）
- 魯邦三世 峰不二子的謊言（2019年、ブラッドリー）
- BURN THE WITCH（2020年、パパラッチ、アークヴァイン）

### 遊戲
- 真·三國無雙8（華雄）
- 真·三國無雙手遊系列（華雄）
- 真·三國無雙 起源（華雄）
- 寶可夢大師（吉憲）

## 外部連結
- （日語）ボルケーノ太田 | 株式会社青二プロダクション （页面存档备份，存于）
- （日語）ボルケーノ太田 volcano-ota （页面存档备份，存于）
- （日語）火山太田的X（前Twitter）
- （日語）YouTube上的ボルケーノ太田頻道